# Loriquet arc-en-ciel
Trichoglossus moluccanus
Espèce
Statut de conservation UICN

 LC  : Préoccupation mineure

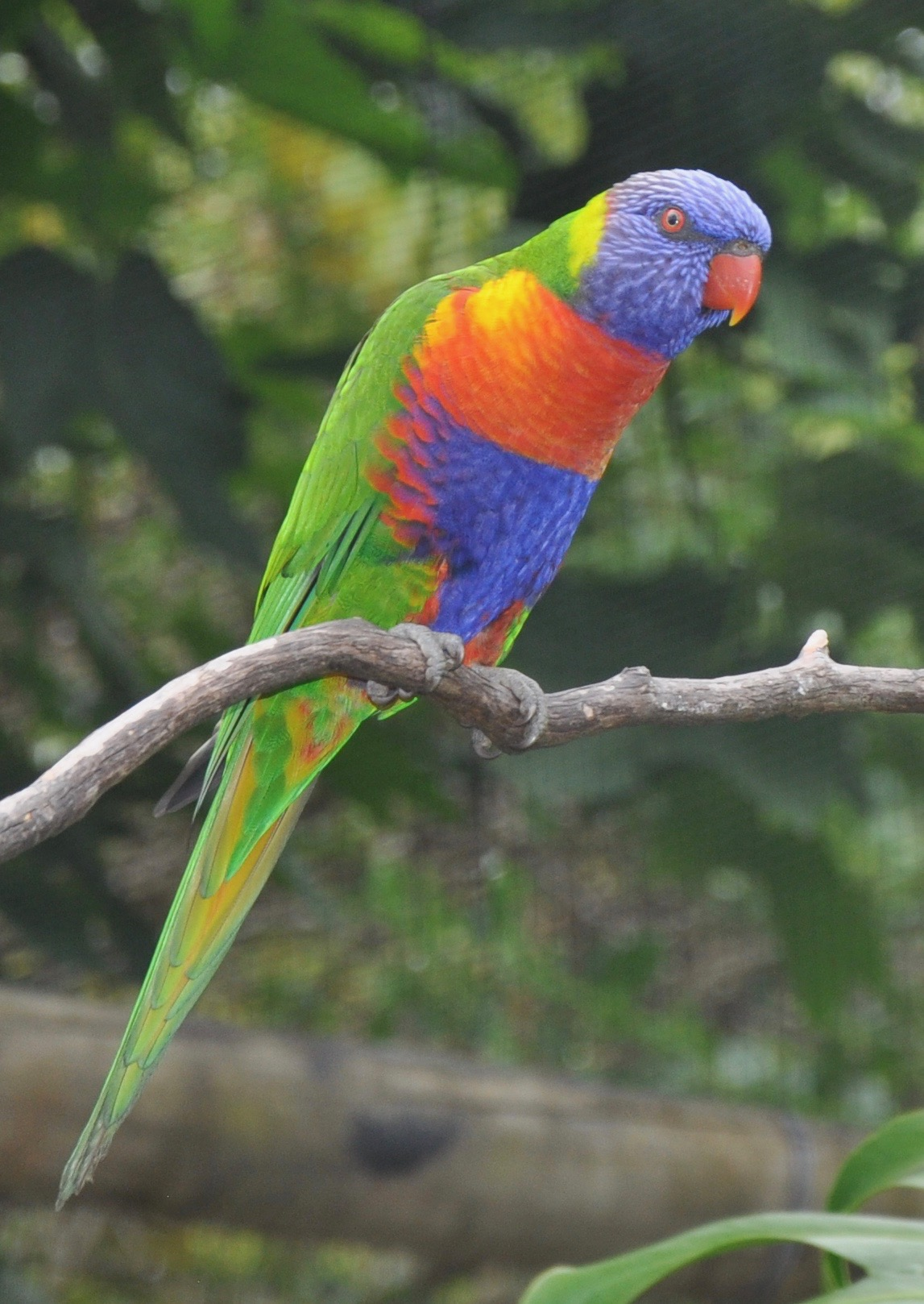
Loriquet arc-en-ciel.

Le Loriquet arc-en-ciel (Trichoglossus moluccanus) est une espèce d'oiseaux originaire de l'est de l'Australie (Queensland à Tasmanie).
Il est souvent considéré comme une sous-espèce de Trichoglossus haematodus.

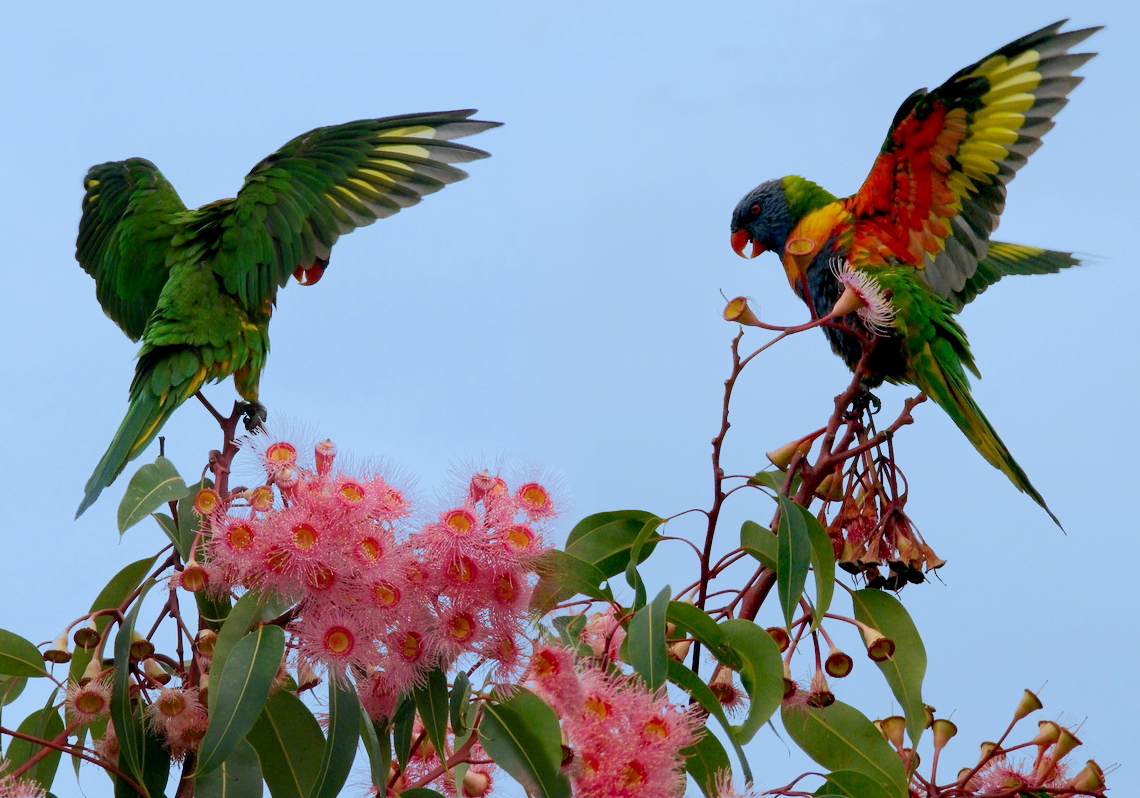
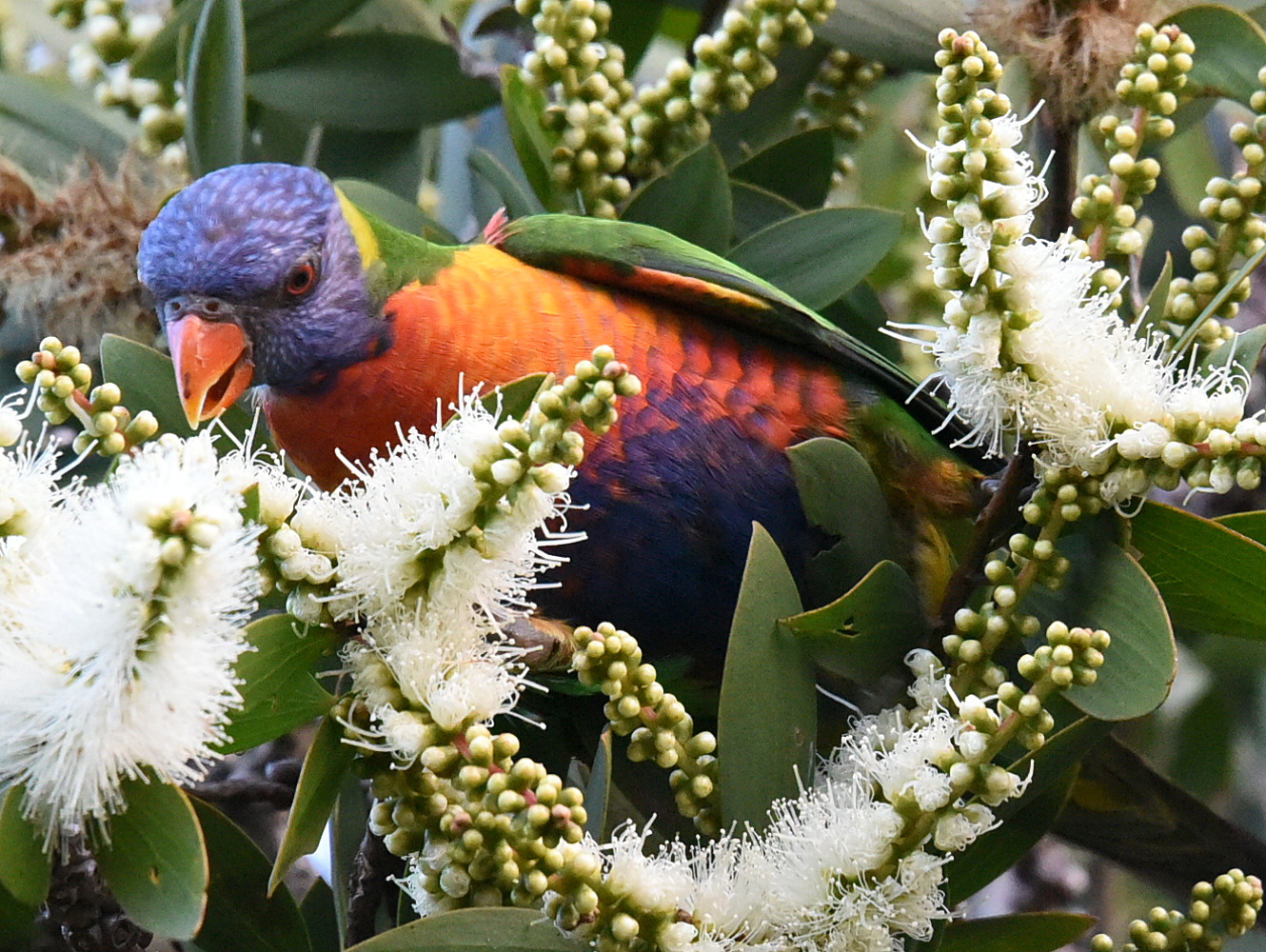
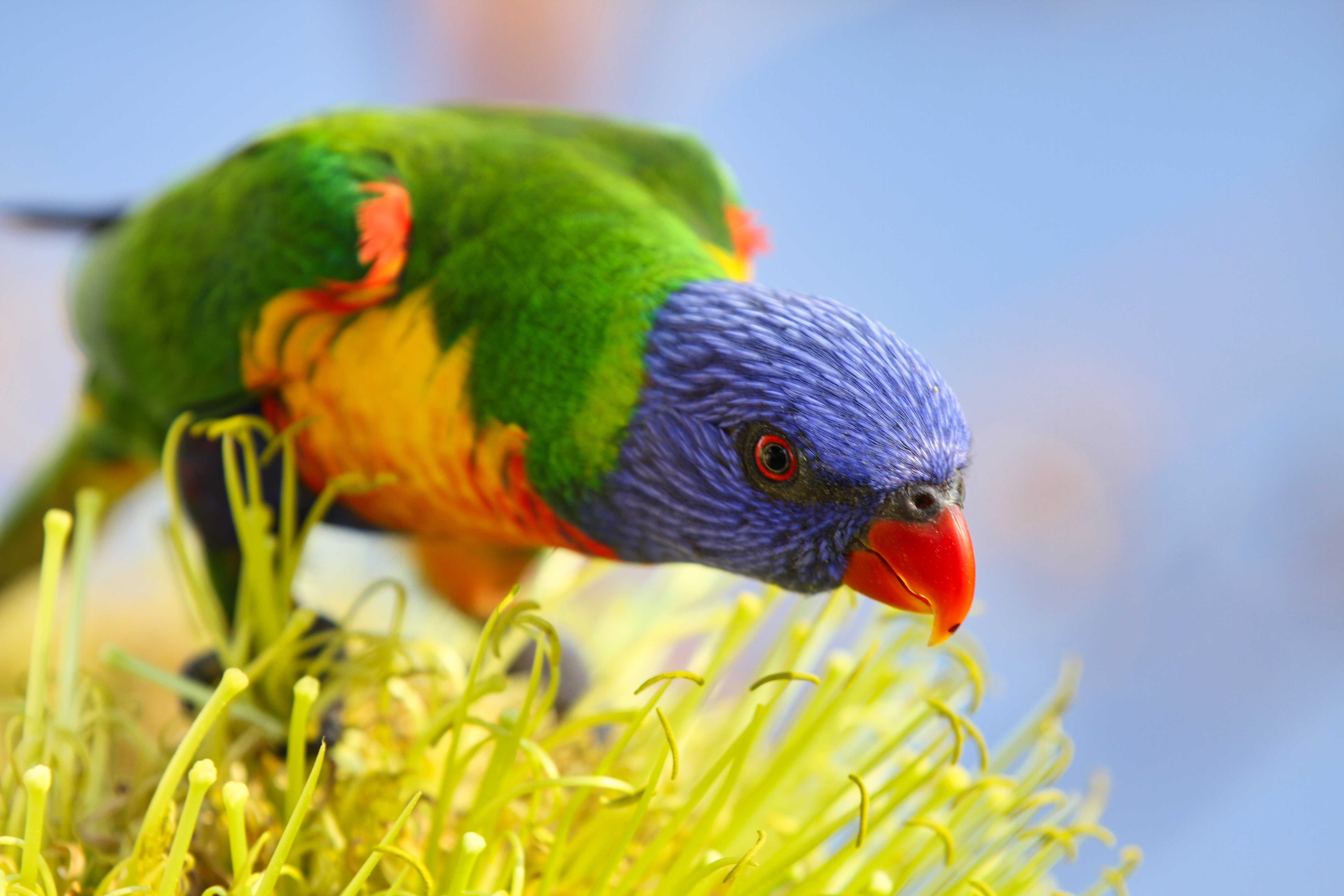

## Habitat et répartition
Il vit dans l'est de l'Australie (Queensland à Tasmanie).

## Classification

### Sous-espèces
D'après la classification de référence (version 5.1, 2015) du Congrès ornithologique international, cette espèce est constituée des sous-espèces suivantes (ordre phylogénique) :
- Trichoglossus moluccanus moluccanus
- Trichoglossus moluccanus septentrionalis